# Екрем Чехајић
Екрем Чехајић (Ниш, 1921 – Нови Сад, ?) био је српски глумац.

## Биографија
Одрастао у Нишу. Основну школу похађао у Нишу, где је завршио и Средњу глумачку. Био члан Хорске секције КУД-а „Абрашевић“ у Нишу, и службеник Електричарског предузећа Србија у Нишу, потом глумац у позориштима у Светозареву, Крагујевцу, Суботици, Ужицу, Лесковцу и Приштини. Прва улога му је Пандур у представи „Коштана“ КУД „Абрашевић“, у режији Душка Антонијевића. Последње четири деценије провео је радећи и живећи у Приштини. Био је самац, потомке није имао. После НАТО интервенције 1999. године губи му се сваки траг.

## Улоге (изводи)
Жика у „Кад је среда петак је“ Раше Плаовића, режија Славољуб Стефановић Раваси, Покрајинско народно позориште Приштина, 1. 12. 1955. (прва улога у ПНП). Игра потом готово у свим представама ПНП до 4. 4. 1957, када одлази у Крагујевачко позориште, да би се у ПНП вратио 8. 10. 1961. године и играо у представи „Ромулус Велики“ Фридриха Диренмата, режија Петар Теслић.
Значајније улоге: Бора Шнајдер у „Развојном путу Боре Шнајдера“, Александра Поповића, режија Љуба Милошевић, ПНП, премијера 28. 10. 1969. Влахо у „Еквиноцију“ Ива Војновића, режија Владо Јаблан, ПНП, 27. 3. 1976; Љубомир Протић у Нушићевом „Покојнику“, режија Миленко Мисаиловић, ПНП, 8. 5. 1976; Партизан у „Јелени Ћетковић“, Александра Поповића, режија Арса Милошевић, ПНП, 18. 6. 1981; Драган у „Раскршћу“ Д. Томића, режија Душан Родић, ПНП, 26. 12. 1984; Стриц у „Процесу“ Кафке – Вајса, режија Миливоја Милојевића, ПНП, 24. 3. 1985.
Последња улога Господин Ђурић у „Покојнику“ Б. Нушића, режија: Славољуб Стефановић Раваси, Покрајинско народно позориште Приштина, премијера 21. 10. 1994;

## Награде
- Првомајска награда Савеза драмских уметника,
- Награда „Сима Бунић“,
- Награда за сценски говор, Сусрети Јоаким Вујић, 1983,
- Орден рада са сребрним венцем